# Bartolomeu Perestrelo
Bartolomeu Perestrelo (1395–1457) genovai származású portugál hajós, Tengerész Henrik lovagja. Amikor harmadszor is megnősült (Isabel Monizt vette el), fölvette felesége családnevét is, és attól fogva a Pedro Moniz Perestrelo nevet használta. Tristão Vaz Teixeirával együtt részt vett a Madeira-szigetek birtokba vételére indított expedíciókban (1418–1420), amiket João Gonçalves Zarco vezetett. Ezután Tengerész Henrik Porto Santo kormányzójává tette. A szigetek betelepítését 1425-ben kezdték el.
Egyik lányát, az 1455-ben született Filipa Perestrelo e Monizt az az idő tájt (kb. 1479-ben) a Madeira-szigeteken élő Kolumbusz Kristóf vette feleségül. Kolumbusz a hagyomány részeként megkapta Perestrelo kiváltságlevelét az Atlanti-óceánban felfedezendő területek gyarmatosítására.
Egy helybéli legenda szerint Perestrelo jelentősen hozzájárult a sziget növényzetének kipusztításához, mivel házinyulai kiszabadultak, majd elvadulva elszaporodtak.